# ویلیام دامیکو
ویلیام دامیکو (انگلیسی: William D'Amico; ۳ اکتبر ۱۹۱۰ – ۳۰ اکتبر ۱۹۸۴) ورزشکار بابسلد اهل ایالات متحده آمریکا بود.
از افتخارات وی می‌توان به کسب مدال طلا در بازی‌های المپیک زمستانی ۱۹۴۸ اشاره کرد.